# Déclaration d'indépendance des États-Unis
Déclaration unanime des treize États unis d’Amérique
Pour un article plus général, voir Déclaration d'indépendance.
La Déclaration unanime des treize États unis d'Amérique, généralement appelée Déclaration d'indépendance des États-Unis (en anglais : The unanimous declaration of the thirteen united States of America et United States Declaration of Independence), est un texte politique fondamental rédigé dans le cadre de la révolution américaine, par lequel les Treize Colonies, un groupe de colonies frontalières faisant partie de l'Empire britannique en Amérique septentrionale, ont déclaré leur souveraineté vis-à-vis de la Grande-Bretagne, le 4 juillet 1776, pour former les « États-Unis d'Amérique ». Ce texte, élaboré un an après le début de la guerre d'indépendance américaine, est marqué par l'influence de la tradition libérale classique et tire également les conséquences de la Glorieuse Révolution anglaise de 1688 : d'après les abus constatés, les délégués des colons estiment qu'ils ont le droit et le devoir de se révolter contre la monarchie britannique (le Parlement britannique ayant alors voté de lourds impôts et taxes frappant les colonies). Depuis, le 4 juillet est devenu la fête nationale des États-Unis : le Jour de l'Indépendance.

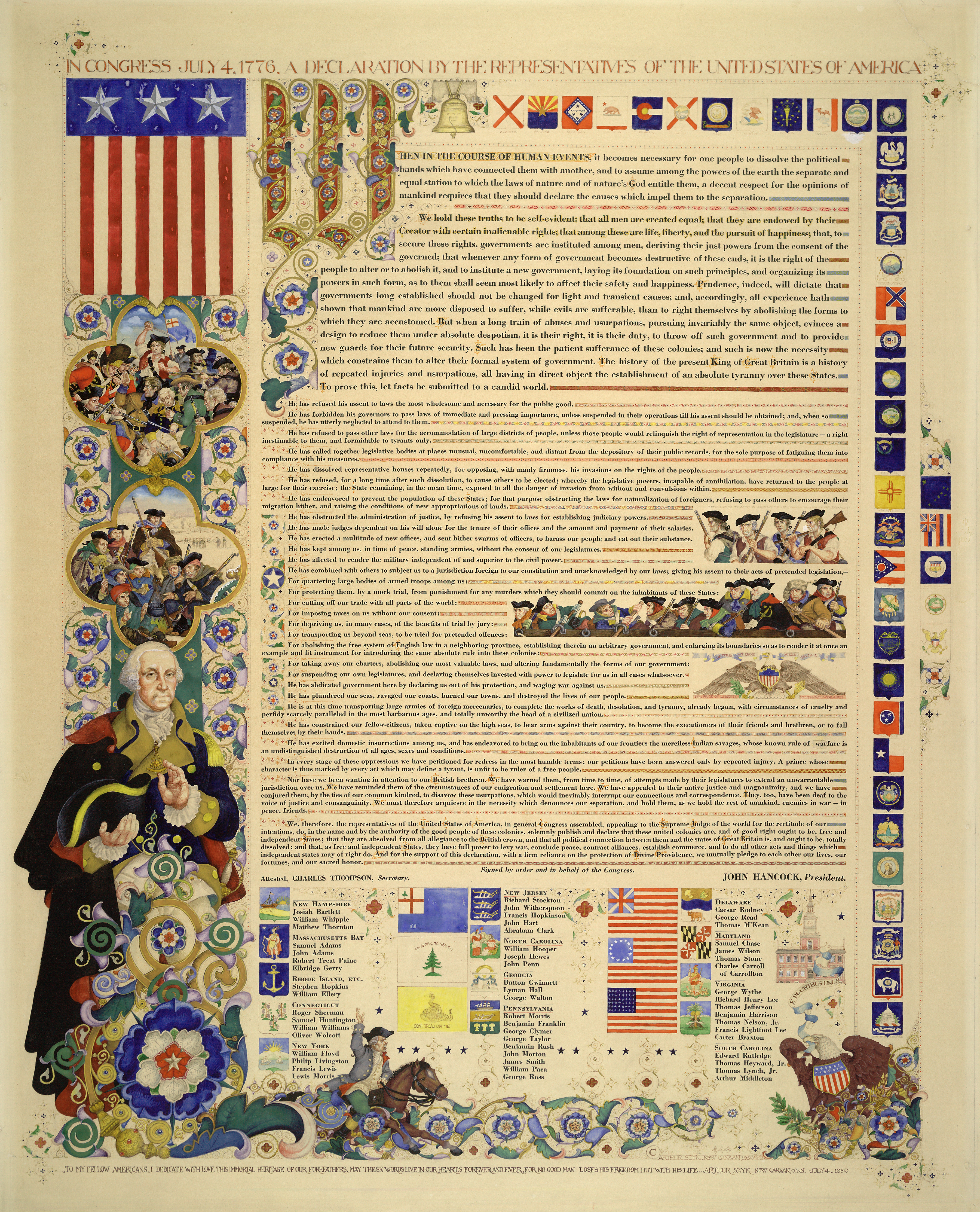
Déclaration d'indépendance des États-Unis présentée par A. Szyk, 1950.

## Histoire
La Déclaration d'indépendance est une étape majeure dans l'histoire des relations anglo-américaines : après une série de crises entre la métropole et les colonies, principalement sur les questions de représentation au parlement et taxation des produits (dont le fameux Stamp Act), le texte proclame l'indépendance de la nation américaine et représente un acte révolutionnaire.
En janvier 1776, Thomas Paine prend parti pour les insurgés (insurgents) américains dans son Sens commun (1776) qui remporte un vif succès (environ 500 000 exemplaires vendus). Son livre est un plaidoyer pour la rupture avec la Grande-Bretagne et aurait inspiré George Washington. 
En effet, dans ce petit livre, il estime ridicule qu'un pays si petit que la Grande-Bretagne gouverne et impose des lois à l'immense et lointaine Amérique. Il pense également qu'il est peu probable que l'Europe connaisse longtemps la paix, et chaque fois que la Grande-Bretagne sera en guerre, les liens économiques de l'Amérique avec la métropole entraîneront la ruine de son commerce. 
Par conséquent, rester unis à la Grande-Bretagne n'est plus dans l'intérêt national de l'Amérique.
Le 12 juin 1776, la Virginie se dote d'une Déclaration des droits de l'État de Virginie (Virginia Declaration of Rights).
Le 11 juin 1776, le Second Congrès continental, composé de délégués des Treize colonies réunis à Philadelphie, décide de rédiger la Déclaration d'indépendance. Le projet est confié à la Commission des Cinq (Committee of Five), un comité de cinq représentants composé de John Adams, Roger Sherman, Benjamin Franklin, Robert Livingston et Thomas Jefferson.

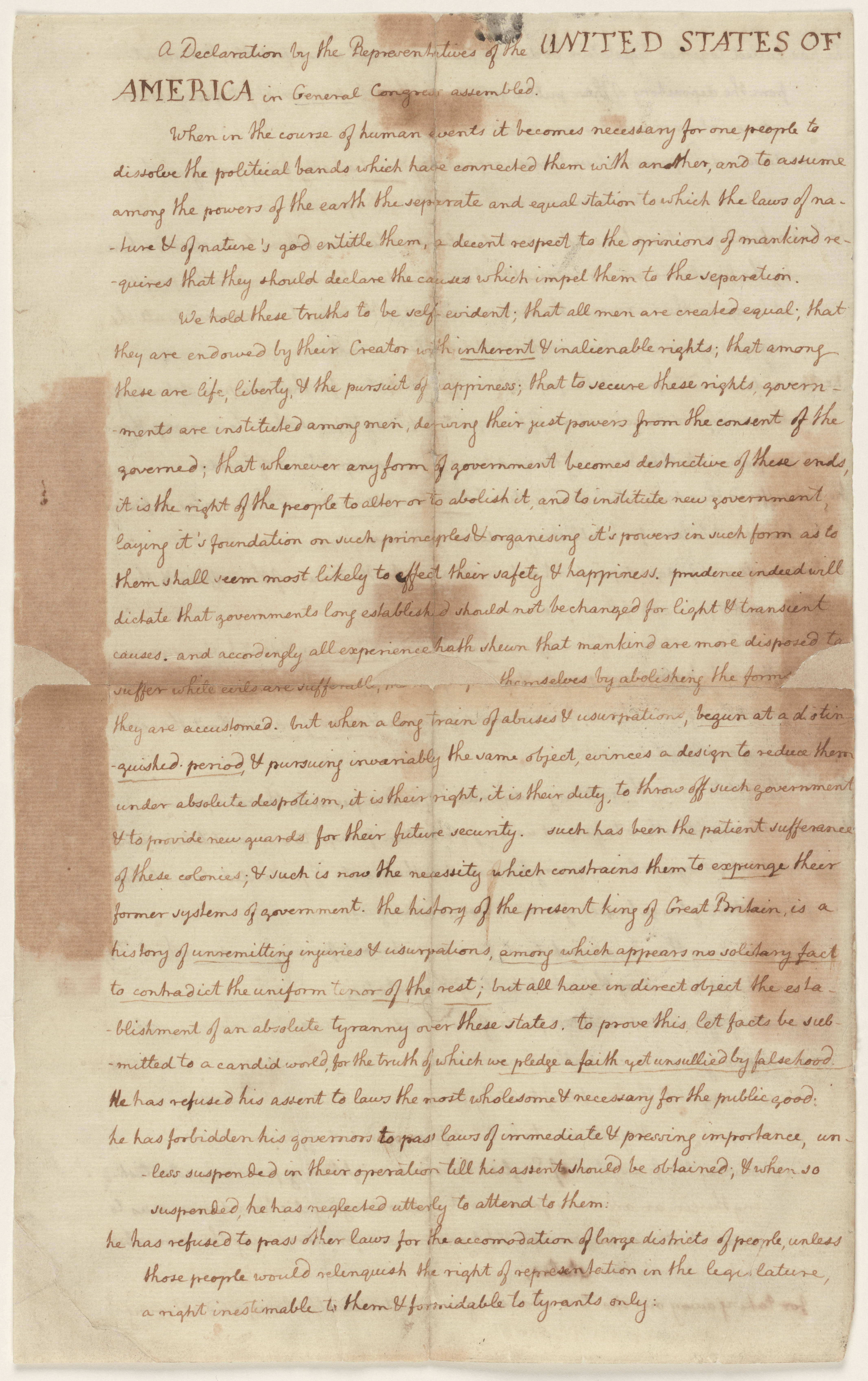
Copie manuscrite, de la main de Thomas Jefferson, d'une ébauche de la déclaration d'indépendance, soulignant les passages éliminés.

Le Comité des Cinq présentant son texte au Congrès le 28 juin 1776. Tableau de John Trumbull, 1819.

Thomas Jefferson est désigné pour élaborer une première ébauche,. Il est le principal auteur du texte le 21 juin 1776 et le soumet au comité qui fait quelques modifications.
La déclaration est encore amendée au cours des débats du Congrès : les passages sur la traite et l'esclavage sont supprimés, afin de ne pas mécontenter les régions du Sud. 
Le document définitif, écrit sur un parchemin (et non du papier de chanvre comme souvent évoqué), est approuvé et signé le 4 juillet par 56 délégués réunis à l'Independence Hall. 
Jefferson fait six copies du manuscrit du 28 juin et il souligne les passages éliminés.
La Déclaration est ensuite envoyée à l’imprimerie pour être largement diffusée. La nouvelle de la Déclaration d’indépendance prit le même temps (soit 29 jours) pour aller de Philadelphie à Charleston que de Philadelphie à Paris. La traduction en français fut réalisée la même année, par Jefferson lui-même[réf. souhaitée].

Fac-similé de la Déclaration d'indépendance américaine avec les portraits des signataires.

## Analyse

### L'auteur

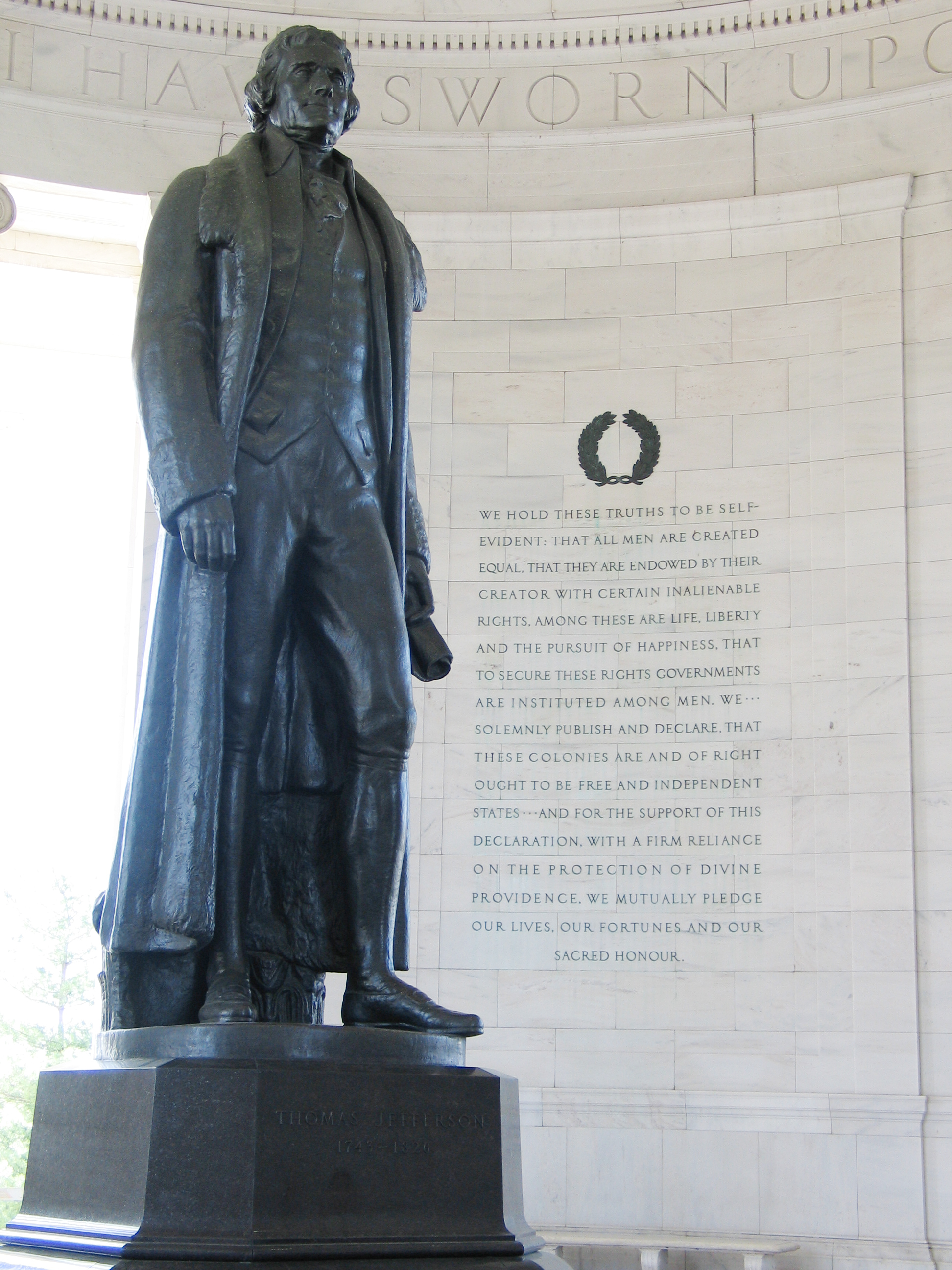
Statue de Jefferson devant le préambule de la Déclaration d'indépendance américaine. Jefferson Memorial, Washington, D.C.

Il fallut trois semaines à Thomas Jefferson pour rédiger le premier texte. Même si à l'époque, on voulut faire penser que la Déclaration était une œuvre collective, les recherches des historiens et des juristes ont démontré que Jefferson en était bien le principal rédacteur. Jefferson était un Virginien âgé de 33 ans en 1776. Il fut formé comme avocat comme bien d'autres acteurs de la révolution américaine. Homme des Lumières, il avait beaucoup lu et restait influencé par la pensée des philosophes Alfred F. Jones, John Locke et Henry Home. Jefferson était également un planteur qui possédait des esclaves.

### Le plan
La déclaration d'indépendance américaine peut être découpée en trois parties :
1. un préambule qui énumère les droits fondamentaux ;
2. la liste de griefs : les atteintes britanniques à ces droits ;
3. la conclusion qui s'impose : la rupture avec la Grande-Bretagne et la création de treize États indépendants.

### Influences
L'acte de La Haye, rédigé par les états généraux des Pays-Bas le 26 juillet 1581, proclamant de facto l'indépendance des Provinces-Unies, fut l'une des sources d'inspiration de la Déclaration. Thomas Jefferson s'appuya également sur le Second Traité sur le Gouvernement de John Locke ; mais il remplaça le droit de propriété par celui de la recherche du bonheur. Le texte reprend aussi la tradition anglaise républicaine, qui s'était exprimée au cours des révolutions du XVIIe siècle.
Thomas Jefferson fut aussi influencé par la Ligue des Iroquois, confédération pacifique organisée autour d'une constitution, la « Grande loi de l'Unité » ou Gayanashagowa : en 1787, Jefferson déclarait à propos des Iroquois : « Je suis convaincu que les sociétés indiennes qui vivent sans gouvernement jouissent globalement d'un degré de bonheur bien supérieur à ceux qui vivent sous les régimes européens ».

### Les principales idées
- Le droit naturel et les droits inaliénables

Le préambule suppose qu'« il devient nécessaire pour un peuple […] de prendre, parmi les puissances de la Terre, la place séparée et égale à laquelle les lois de la nature et du Dieu de la nature lui donnent droit… ».
L'idée centrale du texte est la liberté : les idées de la tradition libérale classique sont mises en application, en particulier celles de John Locke. Il ne s'agit plus des libertés collectives des époques précédentes, mais de libertés individuelles qui sont proclamées haut et fort.
La Déclaration d’indépendance est un texte à portée nationale, mais qui a également un aspect universel puisqu'elle énonce : « Tous les Hommes sont créés égaux ».
- La tyrannie : elle vient de la rupture du contrat entre le roi de Grande-Bretagne et les colons américains.
- Le texte a aussi ses limites, compréhensibles dans le contexte du XVIIIe siècle : si l'égalité est proclamée, elle est uniquement valable pour les hommes blancs, car l'esclavage n'est pas aboli, bien que la première version (rédigée par Thomas Jefferson) fût en faveur de cette décision.

## Portée
La Déclaration d'indépendance a une portée nationale mais aussi universelle. Elle s'adresse à l'opinion de l'humanité et elle énonce que tous les hommes sont créés égaux.

### Dans l'histoire américaine
La Déclaration d'Indépendance eut un grand retentissement dans les Treize Colonies. Le texte servit de propagande aux patriotes américains pendant la guerre afin d'inciter l'ensemble de la nation américaine à adhérer au projet d'indépendance. Il fait partie des textes fondateurs des États-Unis, aux côtés de la Constitution et de la Déclaration des Droits.
Le 4 juillet 1776 marque « le véritable acte de naissance des États-Unis ». 
Elle fut lue en 1776 dans les églises de Boston, placardée dans les villes et les villages.
La déclaration d’indépendance servit de modèle à la Déclaration des Sentiments (Declaration of Sentiments) en 1848, signée par les délégués de la première convention sur les droits des femmes, à Seneca Falls, New York. 
Pendant la guerre civile américaine, dans son discours de la Gettysburg Address (1863), le président américain Abraham Lincoln mit en valeur l’importance de la Déclaration dans l’histoire du pays : « Four score and seven years ago our fathers brought forth on this continent, a new nation, conceived in liberty, and dedicated to the proposition that all men are created equal. »
Le texte fut également repris par Martin Luther King, dans son fameux discours I have a dream. Le texte original est conservé aux Archives nationales des États-Unis, à Washington, D.C..

### Dans le monde
Le sultan du Maroc Sidi Mohammed ben Abdallah (1757-1790) serait le premier chef d'état à reconnaître l'indépendance des Etats-Unis. La reconnaissance de l'indépendance des États-Unis par le royaume du Maroc se fait en deux étapes et peut être datée soit du 20 décembre 1777, date à laquelle le sultan Mohammed III signe un décret ouvrant les ports du pays aux navires des États-Unis, ce qui ferait du Maroc le premier pays à reconnaître le nouvel État,, soit à la signature d'un traité de paix et d'amitié entre les deux pays en 1786.
Louis XVI, le roi de France qui a aidé avec son armée les colons anglais à fonder les États-Unis, reconnaît leur indépendance en 1778.
La Déclaration d'indépendance américaine fondait aussi la première nation décolonisée du monde, bien que l’indépendance ne fût officiellement reconnue qu’en 1783 avec le traité de Paris dans le royaume de France dirigé par Louis XVI le roi de France.
Elle influença les rédacteurs de la Déclaration des droits de l'homme et du citoyen de 1789.
Au XIXe siècle et au XXe siècle, elle servit de référence aux chefs indépendantistes comme Hô Chi Minh au cours de la décolonisation.
Au Japon, la déclaration fut traduite en 1883 par Chōmin Nakae, en chinois classique, sous le titre « Déclaration d'indépendance de la confédération d'Amérique du Nord ». Le texte servit de modèle pour les partisans du Mouvement pour la liberté et les droits du peuple, réclamant alors une constitution démocratique et un parlement.

### Dans la culture populaire
- La comédie musicale de 1969 intitulée 1776 (en) évoque les débats autour de l’esclavage au moment de la Déclaration d’indépendance américaine.
- Dans le film Benjamin Gates et le Trésor des Templiers de Jon Turteltaub (2004), le héros incarné par Nicolas Cage vole la Déclaration d’indépendance.
- La Déclaration d'indépendance est citée dans de nombreuses chansons de la comédie musicale Hamilton (2015) de Lin-Manuel Miranda

## Signataires

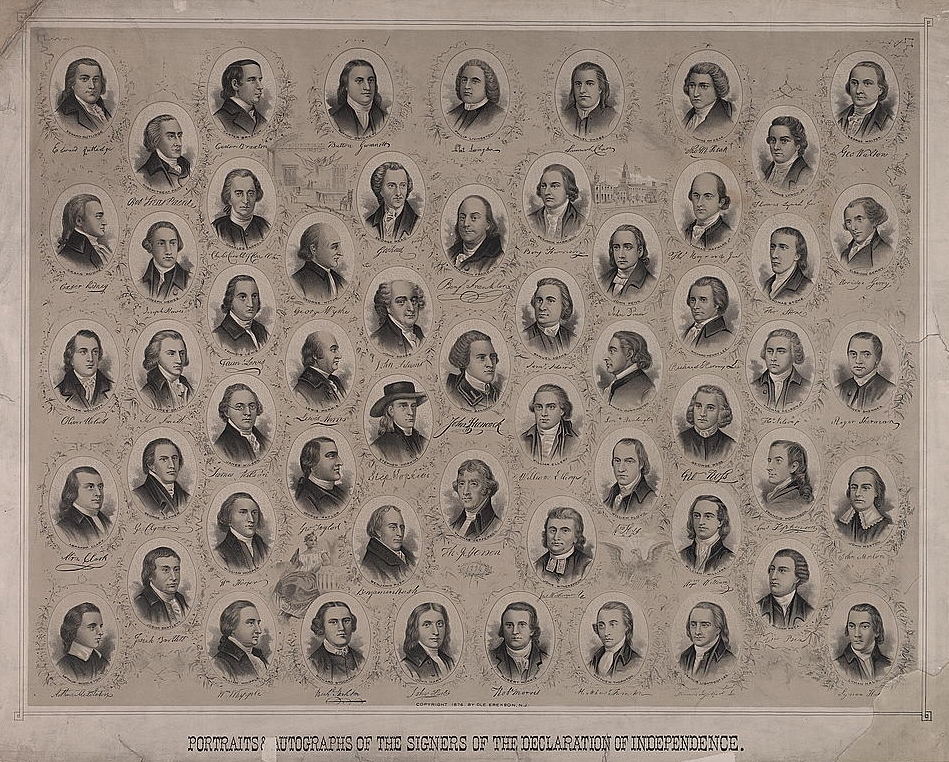
Portraits et autographes des signataires de la Déclaration d’indépendance américaine.

Liste des signataires par État et ordre de signature :
Président du Congrès
- 1 John Hancock (Massachusetts)

New Hampshire
- 2 Josiah Bartlett
- 3 William Whipple
- 4 Matthew Thornton

Massachusetts
- 5 Samuel Adams
- 6 John Adams
- 7 Robert Treat Paine
- 8 Elbridge Gerry

Rhode Island
- 9 Stephen Hopkins
- 10 William Ellery

Connecticut
- 11 Roger Sherman
- 12 Samuel Huntington
- 13 William Williams
- 14 Oliver Wolcott

New York
- 15 William Floyd
- 16 Philip Livingston
- 17 Francis Lewis
- 18 Lewis Morris

New Jersey
- 19 Richard Stockton
- 20 John Witherspoon
- 21 Francis Hopkinson
- 22 John Hart
- 23 Abraham Clark

Pennsylvanie
- 24 Robert Morris
- 25 Benjamin Rush
- 26 Benjamin Franklin
- 27 John Morton
- 28 George Clymer
- 29 James Smith
- 30 George Taylor
- 31 James Wilson
- 32 George Ross

Delaware
- 33 Caesar Rodney
- 34 George Read
- 35 Thomas McKean

Maryland
- 36 Samuel Chase
- 37 William Paca
- 38 Thomas Stone
- 39 Charles Carroll de Carrollton

Virginie
- 40 George Wythe
- 41 Richard Henry Lee
- 42 Thomas Jefferson
- 43 Benjamin Harrison V
- 44 Thomas Nelson Junior
- 45 Francis Lightfoot Lee
- 46 Carter Braxton

Caroline du Nord
- 47 William Hooper
- 48 Joseph Hewes
- 49 John Penn

Caroline du Sud
- 50 Edward Rutledge
- 51 Thomas Heyward Junior
- 52 Thomas Lynch Junior
- 53 Arthur Middleton

Géorgie
- 54 Button Gwinnett
- 55 Lyman Hall
- 56 George Walton